# Damaris (Name)
Damaris ist ein weiblicher Vorname griechischer Herkunft und bedeutet so viel wie Ehefrau. Übliche Alternativschreibweise, insbesondere im spanischsprachigen Raum, ist Dámaris.

## Herkunft
Der Name Damaris stammt aus dem Griechischen. Zumeist wird er als „verheiratete Frau“ interpretiert. Andere Sprachwissenschaftler sehen auch Verbindungen zum griechischen  Wort damar, was so viel wie Kalb, Jungtier, liebenswert, häuslich bedeutet.
Des Weiteren ist Damaris ein biblischer Name. In der Apostelgeschichte wird eine Frau dieses Namens erwähnt, die zum Christentum konvertierte, nachdem sie eine Rede des heiligen Paulus gehört hatte.

## Namenstag
Der Namenstag von Damaris ist der 4. Oktober.

## Namensträger
- Damaris Abad Anselmo (* 1986), spanische Sängerin
- Damaris Cudworth Masham (1658 oder 1659 – 1708), britische Philosophin
- Damaris Egurrola (* 1999), niederländisch-spanisch-US-amerikanische Fußballspielerin
- Damaris Kimani (* 1979), kenianische Fußballschiedsrichterin
- Damaris Kofmehl (* 1970), Schweizer Autorin
- Damaris Lewis (* 1990), US-amerikanische Schauspielerin und Model
- DaMaris B. Hill, US-amerikanische Schriftstellerin und Hochschullehrerin
- Damaris Mallma Porras (* 1986), peruanische Sängerin
- Damaris Nübling (* 1963), deutsche Sprachwissenschaftlerin
- Damaris Weber (* 2002), Schweizer Unihockeyspielerin
- Damaris Wurmdobler (* 1949), deutsche Künstlerin